# Elaphria orina
Elaphria orina är en fjärilsart som beskrevs av Achille Guenée 1852. Elaphria orina ingår i släktet Elaphria och familjen nattflyn. Inga underarter finns listade i Catalogue of Life.